# Dance-punk
Dance-punk (còn được gọi là disco-punk, punk-funk hoặc techno-punk) là một thể loại của post-punk xuất hiện vào cuối những năm 1970, gắn liền với các phong trào disco, post-disco và nhạc new wave.